# Pšenična trava
Pšenična trava svježe je proklijalo lišće biljke obične pšenice (Triticum aestivum) kojom se ljudi koriste kao hranom, pićem ili dodatkom prehrani. Poslužuje se liofilizirana (sušena u smrznutu stanju) ili svježa i po tome se razlikuje od pšeničnog slada koji se suši konvektivno. Pšeničnoj travi dopušteno je da raste dulje od pšeničnog slada.
Tvrdnje o zdravstvenim dobrobitima pšenične trave kreću se od pružanja dodatne prehrane do jedinstvenih ljekovitih svojstava, ali te tvrdnje nisu znanstveno dokazane.
Sok od pšenične trave često je dostupan u barovima sa sokovima, a neki ljudi sami uzgajaju i cijede sok kod kuće. Dostupan je kao svjež proizvod, u tabletama, kao smrznuti sok ili prah. Pšenična trava komercijalno se prodaje i kao sprej, krema, gel, losion za masažu i tekući biljni dodatak. Budući da se ekstrahira iz klica pšenične trave (to jest prije nego što se pšenično sjeme ili zrno počne formirati), sok od pšenične trave nema glutena, ali neki dijetetičari preporučuju da ga osobe s celijakijom izbjegavaju zbog rizika od unakrsne kontaminacije. Na sličan se način upotrebljava i ječmena trava.

## Povijest
Pšenična trava tradicionalno se rabi u perzijskim i indijskim festivalima i ritualima. Hindusi siju sjemenke pšenice ili ječma prvog dana Navaratri pooje i nude mladice Majci Božici posljednjeg dana kao dio rituala.[nedostaje izvor]
Međutim, konzumacija pšenične trave u zapadnom svijetu počela je 1930-ih kao rezultat eksperimenata koje je proveo Charles Schnabel u svojim pokušajima popularizacije biljke. Do 1940-ih konzerve Schnabelove trave u prahu bile su u prodaji u velikim drogerijama diljem Sjedinjenih Američkih Država i Kanade.
Ann Wigmore također je bila zagovornica konzumacije pšenične trave kao dijela prehrane sirovom hranom. Wigmore, utemeljiteljica Hipokratovog zdravstvenog instituta, vjerovala je da će pšenična trava, kao dio prehrane sirovom hranom, očistiti tijelo od toksina, a istovremeno kao cjelovita hrana osigurati odgovarajuću ravnotežu nutrijenata. Također je poučavala da se pšeničnom travom može služiti pri liječenju osobā s ozbiljnim bolestima. Mnogi ugledni zdravstveni instituti vjeruju da su obje ove tvrdnje potpuno neutemeljene te da su potencijalno i opasne, ali postoje i suprotna mišljenja.

## Uzgoj
Pšenična trava može se uzgajati u zatvorenome ili na otvorenome. Uobičajena metoda za proizvodnju klica u zatvorenom prostoru često je na pladnjevima u mediju za rast kao što je mješavina za sadnju. Listovi se beru kada se razviju rascjepi dok izbija drugi list. Oni se tada mogu odrezati škarama i omogućiti da se formira drugi rod izdanaka. Ponekad je moguće i treće rezanje, ali može biti tvrđe i sadržavati manje šećera od prvog.

## Svojstva i sastojci
Zagovornici pšenične trave iznose mnoge tvrdnje o njezinim zdravstvenim svojstvima: u rasponu od promicanja dobra općega stanja do prevencije raka. Međutim, prema Američkom društvu za borbu protiv raka: dostupni znanstveni dokazi ne podržavaju ideju da pšenična trava ili dijeta s pšeničnom travom mogu izliječiti ili spriječiti bolest.
| Nutrijent    | Sok pšenične trave | Brokula | Špinat  |
| ------------ | ------------------ | ------- | ------- |
| Bjelančevine | 860 mg             | 800 mg  | 810 mg  |
| Beta-karoten | 120 IU             | 177 IU  | 2658 IU |
| Vitamin E    | 880 mg             | 220 mcg | 580 mcg |
| Vitamin C    | 1 mg               | 25.3 mg | 8 mg    |
| Vitamin B12  | 0.30 mcg           | 0 mcg   | 0 mcg   |
| Fosfor       | 21 mg              | 19 mg   | 14 mg   |
| Magnezij     | 8 mg               | 6 mg    | 22 mg   |
| Kalcij       | 7.2 mg             | 13 mg   | 28 mg   |
| Željezo      | 0.66 mg            | 0.21 mg | 0.77 mg |
| Kalij        | 42 mg              | 90 mg   | 158 mg  |

## Nutritivni sadržaj
Pšenična trava izvor je kalija, dijetalnih vlakana, vitamina A, vitamina C, vitamina E (alfa-tokoferol), vitamina K, tiamina, riboflavina, niacina, vitamina B6, pantotenske kiseline, željeza, cinka, bakra, mangana i selena. Također je dobar izvor bjelančevinā s do osam grama po unci (oko 30 grama) ako se konzumira u obliku praha ili oko jedan gram u čašici soka.
Ovaj sadržaj proteina sastoji se od najmanje 17 oblika aminokiselina uključujući osam od devet esencijalnih aminokiselina.
Sadržaj hranjivih tvari u soku od pšenične trave otprilike je jednak onomu u tamnome lisnatom povrća.
Vitamina B12 nema u pšeničnoj travi ili bilo kojem povrću jer ga ne proizvode biljke: radi se o nusproduktu mikroorganizama koji žive na biljkama ili u okolnome tlu.
Postoje neke tvrdnje da su analize pšenične trave pronašle B12 u zanemarivim količinama. Međutim, ne postoje pouzdani izvori koji bi potvrdili tu tvrdnju. Također je vrijedno napomenuti da analiza pšenične trave koju je provela USDA Nacionalna baza podataka o hranjivim tvarima pokazuje da pšenična trava ne sadrži vitamin B12.